# Olaf Dinné

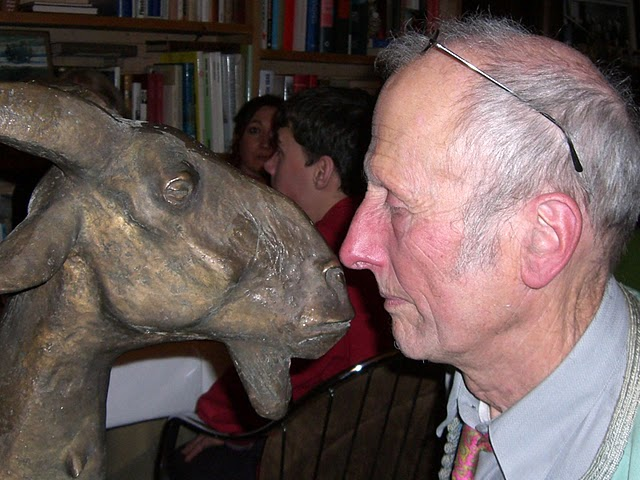
Olaf Dinné (2005)

Olaf Dinné (* 16. Dezember 1935) ist ein deutscher Architekt und Politiker in Bremen. Er war einer der ersten vier Abgeordneten einer grünen Partei in einem deutschen Landesparlament.

## Biografie
Dinné wuchs auf dem Gut seines Großvaters in Schlesien auf. Nachdem sein Vater im Jahr 1942 im Zweiten Weltkrieg bei Stalingrad gefallen war, kam er mit seiner Mutter Anfang 1945 nach Bremen. Im Jahr 1956 machte er am Gymnasium Barkhof Abitur. Dinné war nach dem Studium der Architektur an der TU Berlin als freier Architekt in Bremen tätig. Er ließ sich zusammen mit Künstlern zunächst in der Altstadt, im Schnoorviertel, nieder.
1964 übernahm Dinné mit einem Kollektiv das Lokal Lila Eule in Bremen. Dieses Lokal wurde zunächst als Jazz-Lokal betrieben. Dinné holte am 27. November 1967 Rudi Dutschke aus Berlin ab, der in der Lila Eule am selben Abend eine Rede hielt. Im Laufe der Unruhen um das Jahr 1968 wurde es Ausgangs- und Treffpunkt der bremischen Außerparlamentarischen Opposition. Insbesondere die Demonstrationen im Rahmen der Bremer Straßenbahnunruhen 1968 wurden hier vorbereitet.
Als Architekt plante er u. a. im Jahr 1973 zusammen mit Volkhard Meyer-Burg den Umbau des Wohn- und Geschäftshauses (Drugstore, Büros und Café am Wall) Am Wall 164.

## Politik

### Bürgerinitiative gegen dieMozarttrasse
Politisch wurde Dinné als Mitglied des Bremer SPD-Ortsvereins Altstadt besonders bekannt im Zusammenhang mit den Auseinandersetzungen um die sogenannte Mozarttrasse, die nach den Plänen des Senats und der SPD-Fraktion der Bremischen Bürgerschaft als Umgehungsstraße das Viertel durchschneiden sollte.
Die ersten Überlegungen dazu wurden im November 1971 vom Senat der Freien Hansestadt Bremen in einem „Sanierungskonzept Ostertorviertel“ konkretisiert. Der anschließende Kampf um die Mozarttrasse dauerte mehrere Jahre. Für die Trasse stritt der sozialdemokratische Senat mit Unterstützung der SPD-Fraktion und des geplanten Bauträgers Neue Heimat, gegen die Trasse vor allem der SPD-Ortsverein Altstadt. Zum Gebiet des Ortsvereins gehörten damals sowohl die Altstadt als auch das Ostertorviertel. Bereits 1969 hatte der Ortsverein Altstadt in einer großen Befragung die Bevölkerung zu Problemen des Ortsteils befragt. Die Ergebnisse waren für die Fragesteller eher überraschend: Zu 95 Prozent lehnten die Befragten die geplante Trasse und Bebauung ab. Daraufhin änderte der Ortsverein seine Strategie. Er gründete den parteiunabhängigen Arbeitskreis Ostertorsanierung. Auf diese Weise erreichte man unterschiedliche Bürger aus dem Ortsteil.
Durch regelmäßige Publikationen des Ortsvereins Altstadt und eine sachorientierte Zusammenarbeit aller Parteien im Beirat Mitte wurde der Protest organisiert. Am 4. November 1973 kam es zu einer Sondersitzung der SPD-Bürgerschaftsfraktion, in der es eine Mehrheit von 26 zu 24 Stimmen für das Projekt Mozarttrasse gab. Dieses knappe Ergebnis führte zu weiteren Diskussionen innerhalb der SPD-Führungsriege; der Beschluss wurde am nächsten Tag zurückgenommen. Die Mehrheit der SPD-Fraktion stimmte bei elf Enthaltungen gegen die Mozarttrasse und rettete damit eines der heute schönsten und beliebtesten Wohnquartiere Bremens.
Am 16. Januar 2009, rund 40 Jahre nach diesen Ereignissen, erhielt der Arbeitskreis Ostertorsanierung die Bremer Auszeichnung für Baukultur vom Bremer Zentrum für Baukultur, weil er sich durch „Engagement für das historische Stadtbild, für die städtebauliche und baukünstlerische Entwicklung und für die Vermittlung baukünstlerischer Werte – insbesondere in Bremen – verdient gemacht“ hatte. Der Dokumentarfilm "Trassenkampf" von Konstanze Radziwill stellte das Wirken dieses Arbeitskreises dar.

### Kampf gegen das Atomkraftwerk Esenshamm
Nach dem erfolgreichen Kampf gegen die Mozarttrasse waren Olaf Dinné und der Ortsverein Altstadt auch am Kampf gegen das Kernkraftwerk Unterweser (KKU) in Esenshamm beteiligt. Man initiierte, mit Unterstützung der Bevölkerung vor Ort (Wesermarsch) und aus Bremen einen Musterprozess. Dessen wissenschaftliche Unterstützung erfolgte durch Professoren der neu gegründeten  Bremer Universität (Manfred Hinz, Gerd Winter, Jörn Bleck-Neuhaus u. a.). Der Prozess ging zwar verloren, aber die Grenzwerte für die Radioaktivität mussten um 80 % gesenkt werden.

### Bremer Grüne Liste
Die Mitarbeit in der Anti-Atomkraftbewegung und weitere negative Erfahrungen mit der SPD führten im Jahr 1978 zum Austritt von Dinné und weiterer Mitstreiter aus der SPD und zur Gründung der Bremer Grünen Liste (BGL). Bei der Wahl zur Bremischen Bürgerschaft im Jahre 1979 bekam die BLG 5,1 % der Stimmen in der Stadt Bremen und wurde die erste grüne Partei in einem Landesparlament. Zu den neuen Abgeordneten gehörten neben Dinné Peter Willers, Delphine Brox und Axel Adamietz.
Auf dem Gründungsparteitag der Grünen im März 1980 sprach sich Dinné gegen Doppelmitgliedschaften bei der Partei aus. Er begründete dies unter anderem mit wahlstrategischen Überlegungen. Eine Abgrenzung zu den Kommunisten sei notwendig, damit nicht der Eindruck entstünde, die neue Partei wäre kommunistisch unterwandert. Hierfür wurde er besonders von linken Mitgliedern kritisiert.

### Weitere Aktivitäten
Dinné ist außerparlamentarisch im Rahmen von Bürgerinitiativen auch weiterhin politisch aktiv. Das gilt für den Kampf gegen Atomanlagen, aber auch für eine bürgerfreundliche Stadtplanung und die Kritik an der rücksichtslosen Verkehrsplanung.
Zur Bürgerschaftswahl 2019 plante Dinné, mit einer gemeinsamen Liste von verschiedenen Bürgerinitiativen anzutreten. Auf Grund von Meinungsverschiedenheiten zog sich Dinné zunächst Mitte Mai 2018 aus dem Projekt zurück. Im Oktober 2018 beteiligte er sich an der Gründung der Landesvereinigung Bremen der Freien Wähler, deren erster Landesvorsitzender und Spitzenkandidat zur Bürgerschaftswahl am 26. Mai 2019 er Mitte November wurde.

## Trivia
Dinné wirkte von November 1974 bis Januar 1975 als Schöffe am Landgericht Bremen im ersten Prozess zum Mordfall Carmen Kampa mit, obwohl eigentlich seine Frau als Schöffin vorgesehen war. Nur aufgrund dieses Formfehlers hob der Bundesgerichtshof das Urteil auf. Im zweiten Prozess sprach eine andere Kammer des Landgerichts den zuvor unter Mitwirkung von Dinné wegen Mordes verurteilten Mann frei. Die ursprüngliche Verurteilung erwies sich vierzig Jahre nach der Tat endgültig als Justizirrtum, als einem anderen Mann die Tat nachgewiesen werden konnte.

## Veröffentlichungen
- 15 Jahre SPD in Bremen, dann Grün. Ein Beitrag zur bremischen Geschichte jüngerer Vergangenheit. Klartext-Verlag, Bremen 1979
- mit Hans-Werner Lüdke (Hrsg.): Die Grünen. Personen, Projekte, Programme. Seewald, Stuttgart 1980, ISBN 3-512-00603-5
- Das grüne Manifest. Robinson, Frankfurt 1985, ISBN 3-88592-006-9
- mit Jochen Grünewaldt & Peter Kuckuk (Hrsg.): 1968. Anno dunnemals in Bremen. WMIT Druck-und-Verlags-GmbH, Bremen 1998, ISBN 3-929542-10-2
- mit Konstanze Radziwill (Hrsg.): Trude Rosner-Kasowski. Ausstellungskatalog. WMIT Druck-und-Verlags-GmbH, Bremen, 2002, ISBN 3-929542-22-6